# 네오스테네오사우루스

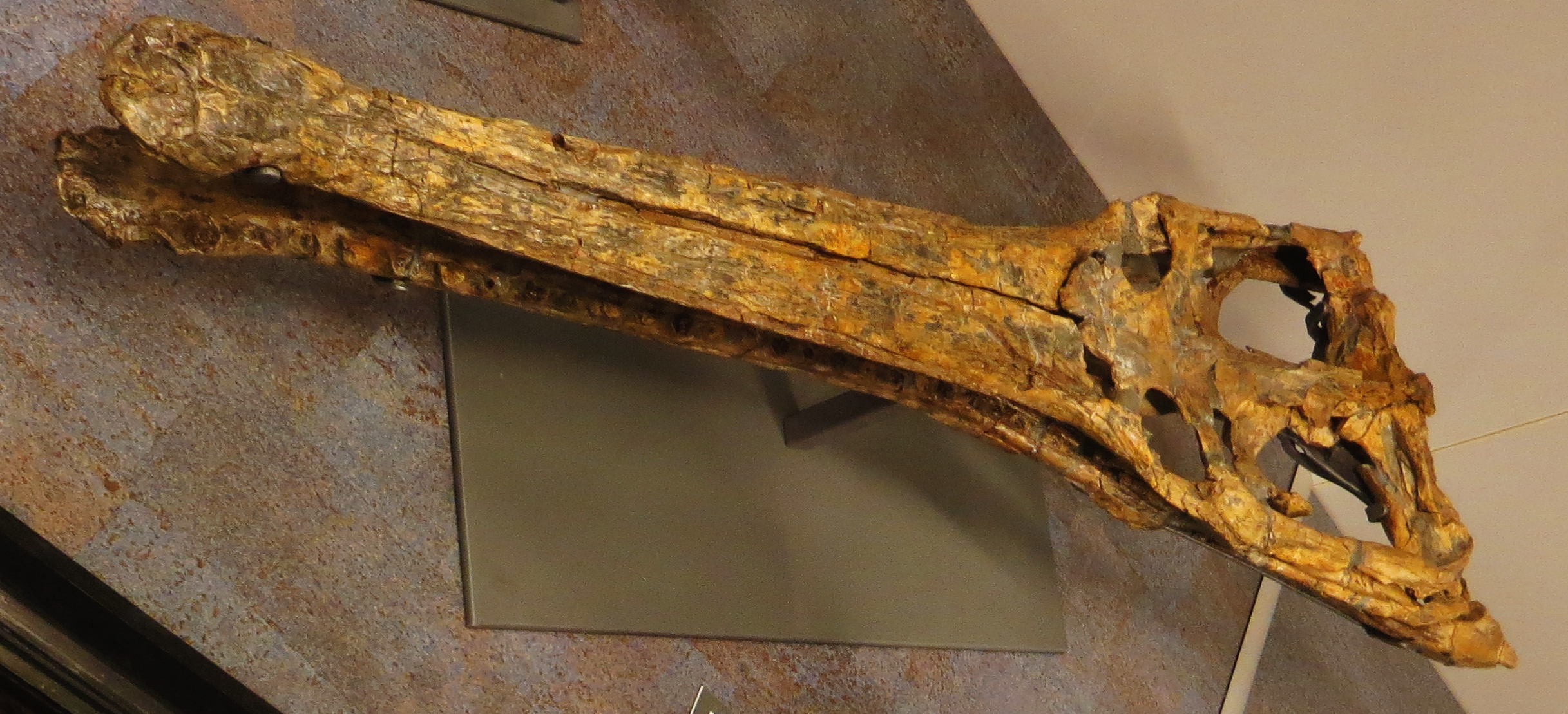

네오스테네오사우루스(학명:Neosteneosaurus edwardsi)는 악어목 텔레오사우루스과에 속하는 악어이다. 지금은 멸종된 악어로 몸길이가 4~6m인 거대한 악어에 속한다.

## 특징
네오스테네오사우루스는 바다에 잘 적응하여 살아갔던 바다악어 중에 하나이다. 스테네오사우루스와 대부분은 특징이 비슷하지만 스테네오사우루스에 비해 주둥이의 부분이 더 납작하고 길며 이빨이 안쪽으로 더 휘어져 있다는 차이점이 있다. 스테네오사우루스와 같이 산란을 할 때에 현생의 고래나 돌고래처럼 바다에서 직접 어린 개체를 출산했는지 아니면 현생의 바다거북처럼 해변으로 올라와서 알을 산란했는지에 대해선 자세하게 알려진 부분이 없다. 분류학적으로 따지면 네오스테네오사우루스는 영국의 미들쥬라기 옥스퍼드 클레이(Middle Jurasis Oxford Clay)와 프랑스의 마르네스 드 디브(Marnes de Dives)의 일종으로 알려져 있다. 타입종인 N. 에드워드시는 원래 1868년 스테네오사우루스의 종으로 이름이 붙여졌으나 2020년 독자적인 속주로 옮겨졌다. 스테네오사우루스 듀로브리벤시스와 스테네오사우루스 헐케이는 주니어 동의어로 여겨진다. 먹이로는 당대에 서식했던 물고기, 갑각류, 작은 동물들을 주로 섭식했을 잡식성의 악어로 추정이 된다.

## 생존시기와 서식지와 화석의 발견
네오스테네오사우루스가 생존하던 시기는 중생대의 쥐라기로 지금으로부터 약 2억년전~1억 8천만년전에 생존했던 악어이다. 생존했던 시기에는 유럽을 중심으로 하는 대서양, 북극해, 지중해를 주된 서식지로 활동했던 악어이다. 화석의 발견은 2020년에 유럽의 쥐라기에 형성된 지층에서 고생물학자들에 의해 처음으로 발견되어 새롭게 명명된 종이며 화석이 발견된 유럽의 국가로는 영국, 프랑스가 된다.

## 같이 보기
- 악어
- 중생대
- 쥐라기
- 파충류
- 화석